# 芭樂拍檔
《芭樂拍檔》（英語：The Man）是一部2005年美國和德國合拍的警察搭檔喜劇片，由萊斯·梅菲德執導，吉姆·皮多克、瑪格麗特·奧伯曼和斯蒂芬·卡彭特編劇，山繆·傑克森及尤金·列維主演。劇情講述ATF探員追捕殺害搭檔的兇手，但誤打誤撞結識了只會妨礙自己的一名推銷員。
《芭樂拍檔》2005年9月9日在美國上映，口碑票房皆失利。2006年2月24日在德國以DVD首映發行。電影的美版DVD於2006年1月17日上市。

## 演員
- 山繆·傑克森飾演ATF探員德瑞克·范恩
- 尤金·列維飾演安迪·費德勒
- 米格·佛瑞飾演彼得斯探員
- 路克·高斯飾演喬伊·凱恩
- 安东尼·麦凯飾演波特
- 蘇西·艾斯曼飾演麗塔·卡本中尉
- 奈斯特·瑟拉諾飾演曼努埃爾·「曼尼」·科爾特斯

## 外部連結
- 互联网电影数据库（IMDb）上《芭樂拍檔》的资料（英文）
- AllMovie上《芭樂拍檔》的资料（英文）